# Antonio Hernández-Gil Álvarez-Cienfuegos
Antonio Hernández-Gil Álvarez-Cienfuegos (Burgos, 1953 - Madrid, 2020) fue un abogado, jurista, profesor universitario y catedrático de universidad, decano del Colegio de Abogados de Madrid y Vicepresidente del Consejo General de la Abogacía Española.

## Biografía
Hijo de Antonio Hernández Gil (1915-1994), jurista y político español, presidente de la Real Academia de Jurisprudencia y Legislación, presidente del Consejo de Estado y en 1985 del Tribunal Supremo y del Consejo General del Poder Judicial. Es hermano de Guadalupe Hernández-Gil Álvarez-Cienfuegos, miembro del Consejo de Estado.
Se licenció en Derecho en la Universidad Complutense de Madrid, con Premio Extraordinario de Fin de Carrera y se doctoró en Derecho con Premio Extraordinario de Doctorado. En 1975 se incorporó a la docencia en la Universidad Complutense de Madrid y en 1978 fue profesor de Derecho Civil en la Universidad Nacional de Educación a Distancia (UNED). En 1983 obtuvo la Cátedra de Derecho Civil en la Universidad de Santiago y en 1986, la Cátedra de Derecho Civil en la UNED , donde continuó impartiendo docencia hasta 2020.
En 1974 se incorporó al Ilustre Colegio de Abogados de Madrid como abogado, dedicándose al Derecho Civil y Mercantil, especialmente en procedimientos judiciales y arbitrajes, tanto nacionales como internacionales, y de 1981 a 2005 formó parte de la Junta de Gobierno del Colegio de Abogados de Madrid. En 2007 fue elegido Decano del Colegio de Abogados de Madrid. También fue Vicepresidente del Consejo General de la Abogacía Española y fue Miembro de Honor del Ilustre y Nacional Colegio de Abogados de México.
En 2010 fue elegido miembro de la Real Academia de Jurisprudencia y Legislación, asumiendo el cargo en 2013 y en 2011 fue nombrado doctor honoris causa por la Universidad Pontificia de Comillas. Fue presidente del consejo de administración de la empresa Nueva Mutua Sanitaria y secretario del consejo de administración de El Corte Inglés. Murió en 2020 debido a una septicemia.
En su honor se creó el Premio Jóvenes Abogados Antonio Hernández-Gil, un premio nacional que reconoce la excelencia de los jóvenes abogados en su formación, su conocimiento del Derecho y en la práctica de la abogacía y que tiene en cuenta la excelente trayectoria en su formación, un conocimiento excelente del derecho y el ejercicio de la abogacía.